# Alex Dörper
Alexander „Alex“ Dörper (* 28. Mai 1970 in Stuttgart) ist ein ehemaliger deutscher Radrennfahrer.

## Sportliche Laufbahn
Dörper war im Straßenradsport aktiv. Er gewann 1990 die Ost-Westfalen-Rundfahrt sowie eine Etappe der United Texas Tour, 1991 eine Etappe der Niedersachsen-Rundfahrt, 1992 die letzte Ausgabe von Berlin–Leipzig und 1993 Köln–Schuld–Frechen.
1998 trat er für den Bund Deutscher Radfahrer bei den Straßenradsport-Weltmeisterschaften der Junioren an und wurde 26. im Einzelrennen. Das Juniorenrennen Aubel–Stavelot konnte er in jener Saison gewinnen.